# Паляниця Олександр Віталійович
Олександр Віталійович Паляниця (нар. 29 лютого 1972 Житомир, УРСР) — український футболіст, нападник. Найбільш відомий у грі в тандемі з Іваном Гецком. У вищій лізі українського чемпіонату провів 260 матчів забив 79 голів. Провів два поєдинки у складі національної збірної України.

## Статистика
| Сезон   | Клуб     | Ліга       | Чемпіонат | Чемпіонат | Кубок | Кубок | Єврокубки | Єврокубки |
| Сезон   | Клуб     | Ліга       | Матчі     | Голи      | Матчі | Голи  | Матчі     | Голи      |
| ------- | -------- | ---------- | --------- | --------- | ----- | ----- | --------- | --------- |
| 1991    | Дніпро   | Вища ліга  | 1         | 0         | —     | —     | —         | —         |
| 1992    | Дніпро   | Вища ліга  | 7         | 1         | 1     | 0     | —         | —         |
| 1992/93 | Дніпро   | Вища ліга  | 4         | 1         | 1     | 1     | —         | —         |
| 1992/93 | Кривбас  | Вища ліга  | 3         | 0         | —     | —     | —         | —         |
| 1992/93 | Верес    | Вища ліга  | 5         | 1         | —     | —     | —         | —         |
| 1993/94 | Верес    | Вища ліга  | 34        | 7         | 10    | 3     | —         | —         |
| 1994/95 | Верес    | Вища ліга  | 16        | 3         | 4     | 1     | —         | —         |
| 1994/95 | Дніпро   | Вища ліга  | 13        | 6         | 5     | 2     | —         | —         |
| 1995/96 | Дніпро   | Вища ліга  | 32        | 13        | 3     | 4     | —         | —         |
| 1996/97 | Карпати  | Вища ліга  | 2         | 0         | —     | —     | —         | —         |
| 1996/97 | ЛАСК     | Бундесліга | 26        | 6         | —     | —     | —         | —         |
| 1997/98 | Дніпро   | Вища ліга  | 12        | 6         | 2     | 0     | —         | —         |
| 1997/98 | Карпати  | Вища ліга  | 14        | 11        | —     | —     | 4         | 2         |
| 1998/99 | Карпати  | Вища ліга  | 30        | 16        | 7     | 5     | —         | —         |
| 1999/00 | Кривбас  | Вища ліга  | 28        | 6         | 5     | 3     | 4         | 2         |
| 2000/01 | Кривбас  | Вища ліга  | 12        | 1         | 3     | 0     | 2         | —         |
| 2000/01 | Металіст | Вища ліга  | 12        | 3         | —     | —     | —         | —         |
| 2001/02 | Металіст | Вища ліга  | 14        | 1         | 5     | 0     | —         | —         |
| 2002/03 | Металіст | Вища ліга  | 22        | 3         | 2     | 3     | —         | —         |
| 2003/04 | Спартак  | Перша ліга | 16        | 6         | —     | —     | —         | —         |

## Досягнення
- Срібний призер чемпіонату України (1): 1992/93.
- Бронзовий призер чемпіонату України (5): 1992, 1994/95, 1995/96, 1997/98, 1999/00.
- Фіналіст Кубку України (3): 1994/95, 1998/99, 1999/00.
- У списках 33-х найкращих футболістів сезону в Україні (2): № 2 — 1997/98, № 3 — 1999.
- Член Клубу бомбардирів Олега Блохіна — 115 голів.
- Найкращій бомбардир Кубка України (1): 1995/96 (разом з Олександром Перенчуком та Олександром Ігнатьєвим; всі  — по 4 голи у 3 матчах).